# Hans Schleussing
Hans Schleussing (* 17. Juli 1897 in Leipzig; † 16. August 1968 in München) war ein deutscher Mediziner und Hochschullehrer.

## Leben und Wirken
Nach dem Schulabschluss studierte er Medizin und wurde 1926 zum Dr. med. promoviert. 1926 wurde er Privatdozent an der Medizinischen Akademie in Düsseldorf, 1932 außerordentlicher Professor. 1936 wurde er Prosektor an der Deutschen Forschungsanstalt für Psychiatrie, des heutigen Max-Planck-Instituts in München. Dort war er in Krankenmorde in der Zeit des Nationalsozialismus verwickelt.
Nach dem Zweiten Weltkrieg wechselte er an die Kreiskrankenhäuser nach München-Pasing.
Er war spezialisiert auf pathologische Anatomie des Zentralnervensystems.

## Schriften (Auswahl)
- Beitrag zur Histogenese des Lebertuberkels. In: Beiträge zur Klinik der Tuberkulose und spezifischen Tuberkulose-Forschung 63 (1926), S. 317–328.
- Über die reaktiven Vorgänge bei der Entstehung des miliaren Lebertuberkels. In: Beiträge zur Klinik der Tuberkulose und spezifischen Tuberkulose-Forschung 65 (1927), S. 521–566.
- Schilddrüse und Kropf am Niederzehin. 1931.
- Ausbreitungswege primärer Lungentuberkulose beim Affen. 1936.
- Meningitis ohne die spezifischen Formen. 1958.